# 中立型配列

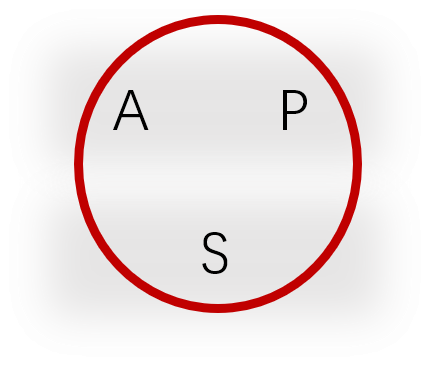
中立型配列示意

中立型配列，又称直接格配列（Direct alignment）:32，是一类配列方式，即在句法或形态上，同等对待及物动词的施事论元、受事论元以及不及物动词的单一变元（S=A=P）。在拥有格变化的语言里，常标记为直接格，有时候也作主格处理。呈现这种配列的语言称为中立型语言或者直接格语言。
中立型在印度-雅利安语支比较常见。汉语没有格的屈折变化，故其论元也不视为拥有直接格，但在形态角度的配列上是典型的中立型语言；英语除却人称代词的部分也属于中立型。